# Béthincourt
Béthincourt é uma comuna francesa na região administrativa de Grande Leste, no departamento de Meuse. Estende-se por uma área de 13,32 km².Em 2010 a comuna tinha 37 habitantes (densidade: 2,8 hab./km²).